# سيرجيو غارسيا ميشيل
سيرجيو غارسيا ميشيل (بالإسبانية: Sergio García Michel)‏ هو مخرج مكسيكي، ولد في 28 يوليو 1945 في مدينة مكسيكو في المكسيك، وتوفي في 19 سبتمبر 2010.

## روابط خارجية
- سيرجيو غارسيا ميشيل على موقع IMDb (الإنجليزية)
- سيرجيو غارسيا ميشيل على موقع قاعدة بيانات الفيلم (الإنجليزية)